# Anna Lynch
Anna Lynch (22 de abril de 1865, Elgin, Illinois - 8 de enero de 1946, Elgin, Illinois) fue una pintora estadounidense.

## Biografía
Anna Lynch fue alumna de John Vanderpoel en la Escuela del Instituto de Arte de Chicago. Exhibió por primera vez retratos en miniatura en la exposición anual de la institución en 1897 y continuaría mostrando su trabajo en los espectáculos anuales de la escuela para artistas locales durante más de treinta años.
En 1902, Anna Lynch viajó a París, donde sus instructores en la Académie Julian incluyeron a William-Adolphe Bouguereau y Gabrielle Debillemont-Chardon. Mostró sus trabajos en los Salones de París de 1903 y 1904 antes de regresar a Chicago en 1905, un año antes de que sus miniaturas fueran objeto de una exposición individual en el Instituto de Arte de Chicago y exhibió ampliamente en otros lugares. En 1908 Lynch tomó un espacio de estudio en el Tree Building. 
En 1921 estuvo entre los miembros fundadores de la Sociedad de Pintores en Miniatura de Chicago, de la cual fue la primera presidenta.

## Obra
Destacó especialmente por las miniaturas de menores, pero a medida que el medio perdió popularidad, comenzó a crear más retratos de tamaño completo, así como imágenes de naturaleza muerta. Más adelante en su carrera, produjo paisajes y pinturas marinas, muchas basadas en viajes que había realizado en el extranjero a Francia y España.

## Estilo artístico
Tenía un estilo conservador, exhibiendo con la Sociedad de Pintores y Escultores de Chicago y la Sociedad para la Sanidad en el Arte, así como con la Asociación de Galerías de Chicago, pero al mismo tiempo también pertenecía al Club de Artes de Chicago, de perspectiva más moderna.
En 1946 Anna Lynch murió en su ciudad natal de Elgin. 

## Premios y reconocimientos
Recibió una medalla de bronce en la Exposición Internacional Panamá Pacífico en 1915.